# Западный Шатору
За́падный Шатору́ (фр. Châteauroux-Ouest) — кантон во Франции, находится в регионе Центр, департамент Эндр. Входит в состав округа Шатору.
Код INSEE кантона — 3625. Всего в кантон Западный Шатору входят 4 коммуны, из них главной коммуной является Шатору.

## Коммуны кантона
| Коммуна        | Население, чел | Почтовый индекс | Код INSEE |
| -------------- | -------------- | --------------- | --------- |
| Виллер-лез-Орм | 397            | 36250           | 36245     |
| Ниерн          | 1 562          | 36250           | 36142     |
| Сен-Мор        | 3 398          | 36250           | 36202     |
| Шатору         | 47 127         | 36000           | 36044     |

## Население
Население кантона на 2007 год составляло 15 413 человек.
| 1962 | 1968 | 1975 | 1982 | 1990 | 1999 | 2006   | 2007   |
| ---- | ---- | ---- | ---- | ---- | ---- | ------ | ------ |
| ?    | ?    | ?    | ?    | ?    | ?    | 15 375 | 15 413 |